# Spoorlijn 64
Spoorlijn 64 is een voormalige Belgische spoorlijn die Roeselare met Ieper verbond. De lijn was 23 km lang. Het baanvak Roeselare-Y Meiboom liep samen met spoorlijn 65. Een deel van de voormalige spoorbedding is nu ingericht als fietsroute onder de naam Stroroute.

## Geschiedenis
De spoorlijn werd gebouwd door Société belge de chemins de fer en op 12 april 1868 geopend door de private spoorwegmaatschappij Flandre Occidentale. Op 1 januari 1906 werd de spoorlijn genationaliseerd. Tijdens de Eerste Wereldoorlog had de spoorlijn een strategische rol en lag voortdurend onder vuur. De geallieerden maakten vooral gebruik van de spoorlijn voor het aanvoeren van troepen en goederen afkomstig uit Ieper of uit Poperinge. De Duitsers maakten gebruik van de spoorlijn voor het aanvoeren van troepen en goederen afkomstig uit Roeselare. Hierdoor hebben de Duitsers talrijke bunkers geplaatst langs de spoorlijn tussen Roeselare en het front (Passendale). En op het slagveld werd de spoorlijn verdedigd door de zware Duitse "Stellungen". Namelijk (in goede volgorde beginnend vanaf Ieper) de Albrecht Stellung, de Wilhelm Stellung, de Flandern I-Stellung en de Flandern II-Stellung. Na de oorlog werd de spoorlijn opnieuw aangelegd. Het reizigersverkeer werd opgeheven op 17 mei 1953. Goederenverkeer bleef nog mogelijk tussen Moorslede en Ieper tot 1970. In 1955 werd het baanvak Roeselare-Moorslede opgebroken, in 1974 werd ook het baanvak Moorslede-Ieper opgebroken.
De spoorlijn was enkelsporig uitgevoerd en werd nooit geëlektrificeerd.
Tussen Ieper en Zonnebeke wordt de spoorwegbedding gebruikt voor de N37. Het station van Zonnebeke is op dit moment heringericht tot jeugdhuis. Tussen Zonnebeke en de Passendalestraat, werd de spoorlijn een fietspad dat gekend staat als The Road to Passchendaele. Dit was een stuk spoorlijn dat gebruikt werd voor de troepenmars tussen Zonnebeke en Passendale. Duizenden soldaten liepen over de spoorlijn, slechts weinigen kwamen levend terug. Langs dit klein stukje historische route, dat ongeveer 2 km lang is, staan twee Anzac-monumenten die de Australian walk van 4 oktober 1917 herdenken. En talrijke historische bezienswaardigheden, zoals een stuk bewaard gebleven spoorlijn bij de Keerselaarshoek, ruïnes van een MG-bunker (Van de Flandern I-Stellung) bij Thames Farm en de welbekende Britse begraafplaats Tyne Cot Cemetery. De fietsroute tussen Zonnebeke en Roeselare is zo'n 10 km lang en draagt de naam Stroroute. Het is een van de groene assen in het beheer van de provincie West-Vlaanderen.

## Aansluitingen
In de volgende plaatsen is of was er een aansluiting op de volgende spoorlijnen:
Roeselare
Spoorlijn 65 tussen Roeselare en Menen
Spoorlijn 66 tussen Brugge en Kortrijk
Y Meiboom
Spoorlijn 65 tussen Roeselare en Menen
Ieper
Spoorlijn 63 tussen Torhout en Ieper
Spoorlijn 69 tussen Y Kortrijk-West en Abele

## Galerij

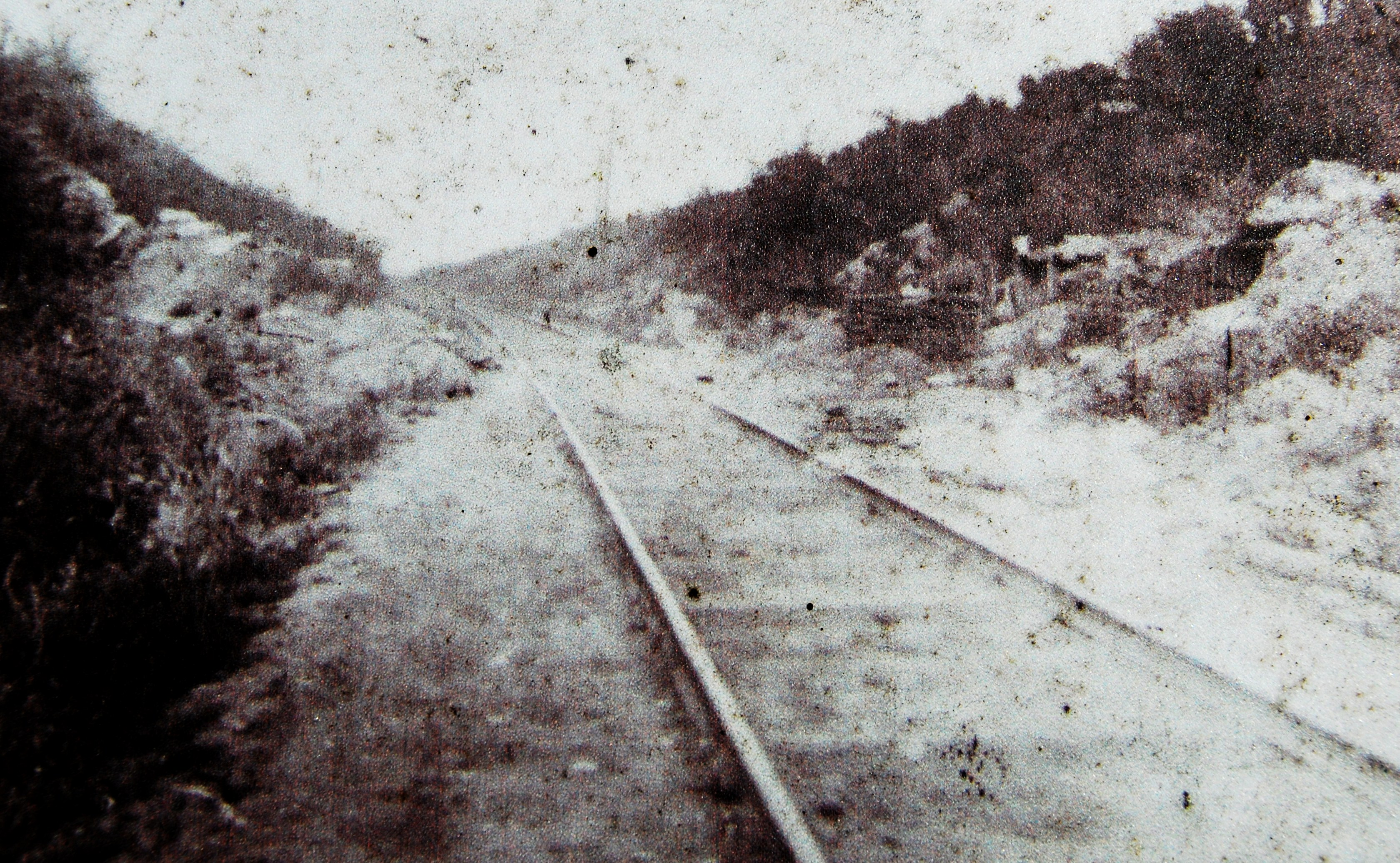
Spoorlijn 64 tijdens de Eerste Wereldoorlog nabij Zonnebeke.
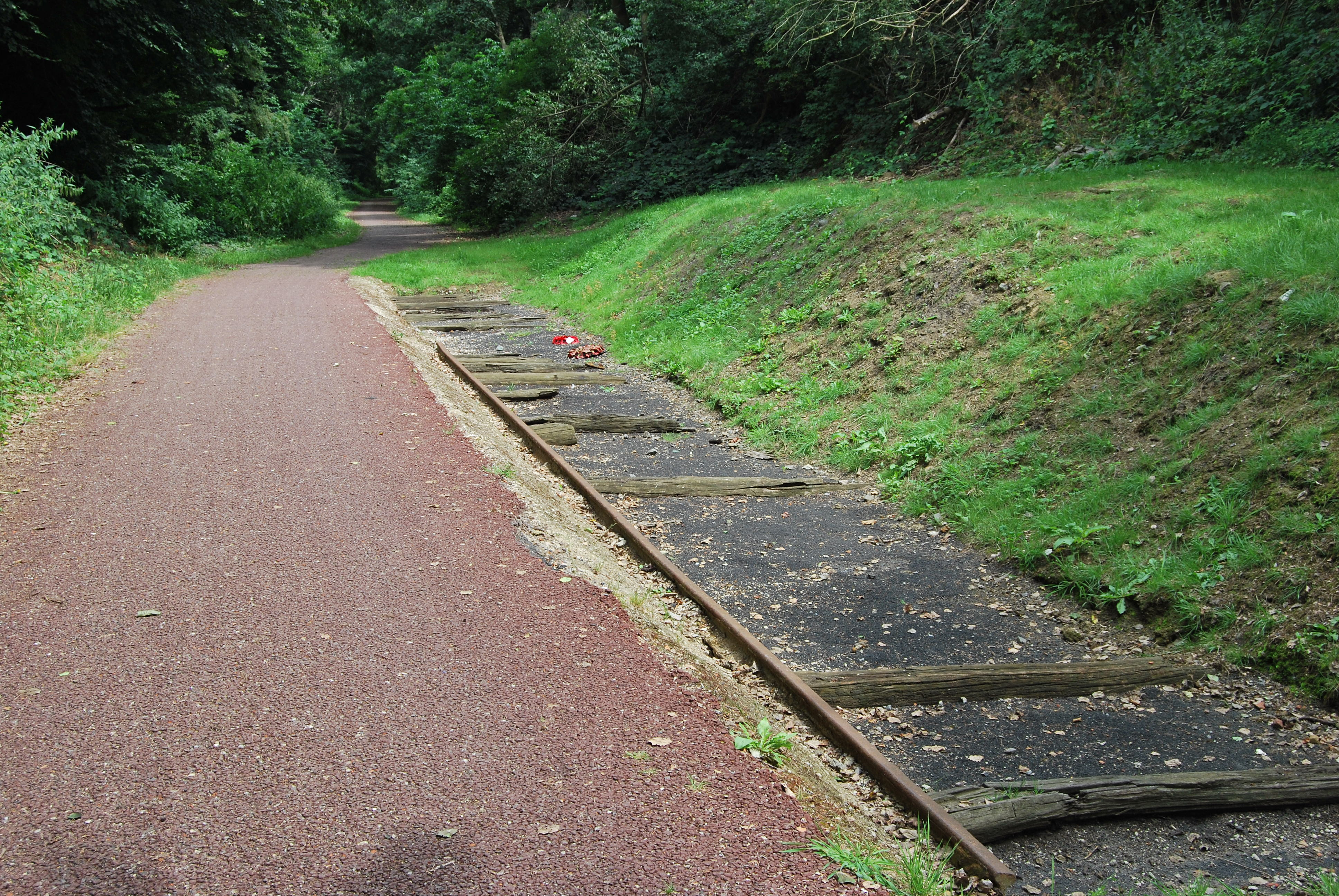
Laatste restanten van de spoorlijn op de Keerselaarshoek nabij Tyne Cot Cemetery in Passendale.